# Sorry You're Not a Winner EP
Albums de Enter Shikari
Nodding Acquaintance EP
(2003) Anything Can Happen in the Next Half Hour EP
(2004)
Sorry You're Not a Winner EP est le deuxième EP du groupe anglais de post-hardcore Enter Shikari, publié en 2003 et auto-produit.
Il était vendu pendant les concerts ou sur leur site web.
La chanson Sorry You're Not a Winner est ensuite de nouveau enregistrée pour l'album Take to the Skies.

## Liste des chansons
Toute la musique est composée par Enter Shikari.
| No | Titre                          | Durée |
| -- | ------------------------------ | ----- |
| 1. | Sorry You're Not a Winner      | 4:19  |
| 2. | When a Jealous Man Finds a Gun | 4:42  |
| 3. | The Bearer of Bad News         | 3:28  |
| 4. | Empty                          | 4:25  |